# Earl Strom
Earl „Yogi“ Strom (* 15. Dezember 1927 in Pottstown, Pennsylvania; † 10. Juli 1994 ebenda) war ein Basketballschiedsrichter der National Basketball Association (NBA) und wurde 1995 in die Naismith Memorial Basketball Hall of Fame aufgenommen, womit er einer von insgesamt 17 Schiedsrichtern ist, die in diese Ruhmeshalle aufgenommen wurden. Strom war über einen Zeitraum von 32 Jahren als Schiedsrichter in der US-Profiliga (29 Jahre in der NBA und drei Jahre in der ABA) aktiv. In seiner Karriere wirkte er in mehr als 2.400 Saisonspielen und 295 Play-off-Spielen als Schiedsrichter mit.

## Karriere
Earl Strom wurde am 15. Dezember 1927 in der Kleinstadt Pottstown im US-Bundesstaat Pennsylvania geboren, wo er in weiterer Folge auch aufwuchs. Nachdem er die örtliche Pottstown High School besuchte, an der er neben Basketball auch noch Baseball und Football spielte, trat er nach dem dortigen Abschluss im Jahre 1945 der United States Coast Guard bei. Dieser gehörte er im Zweiten Weltkrieg und auch noch einige Zeit darüber hinaus an. Nach Beendigung seines Militärdienstes begann er ein Studium am Peirce Junior College in Philadelphia, das er im Jahre 1951 abschloss. Nach dem College spielte er kurzzeitig für semiprofessionelle Basketballmannschaften, ehe er eine Karriere als Basketballschiedsrichter einschlug und in weiterer Folge neun Jahre lang Spiele von High-School-Mannschaften und drei Jahre lang Partien von College-Mannschaften der East Coast Athletic Conference leitete. Seine eigentliche Karriere als Schiedsrichter im Profispielbetrieb begann er daraufhin im Jahre 1957 und war danach 32 Jahre lang als Schiedsrichter in der US-Profiliga (29 Jahre in der NBA und drei Jahre in der ABA) tätig. In diese Zeit fiel unter anderem auch das NBA All-Star Game 1967 im Cow Palace in Dale City vor den Toren von San Francisco, bei dem der legendäre Trainer Red Auerbach von Strom und dessen Kollegen Willie Smith des Spielfeldes verwiesen wurde. Bis heute war dies das erste und einzige Mal, das ein Trainer bei einem NBA All-Star Game des Platzes verwiesen wurde.
Nachdem Earl Strom von 1967 bis 1968 über zwei Spielzeiten lang der NBA Crew Chief, also der führende Offizielle der Liga, war, stieg er im Jahre 1969 als Offizieller bei der parallel zur National Basketball Association laufenden American Basketball Association ein und leitete dort bis ins Jahre 1972 Spiele, ehe er wieder in die NBA wechselte. Seinen letzten Auftritt als Schiedsrichter hatte er im vierten Spiel der NBA-Finals des Jahres 1990 zwischen den Detroit Pistons und den Portland Trail Blazers am 12. Juni 1990, das er zusammen mit Hugh Evans und Mike Mathis leitete. In seiner Karriere wirkte er in mehr als 2.400 Saisonspielen und 295 Play-off-Spielen als Schiedsrichter mit. Darunter zählen auch 29 NBA- und ABA-Finalspiele. Nachdem Strom seine Karriere als Basketballschiedsrichter 62-jährig beendet hatte, arbeitete er kurzzeitig als Color Commentator (Experte) für das NBA-Franchise Los Angeles Clippers und für die Northeast Conference, eine NCAA-Division-I-Liga im US-Hochschulsport. Fast auf den Tag genau vier Jahre nach seinem offiziellen Karriereende verstarb Earl Strom am 10. Juli 1994 in seiner Heimat- und Geburtsstadt Pottstown in Pennsylvania. Seine Ehefrau Yvonne Trollinger-Strom (1929–2011) überlebte ihn um 17 Jahre und starb am 8. April 2011 ebenfalls in Pottstown. Des Weiteren wurde er von zwei Töchtern und drei Söhnen überlebt.
Ein Jahr nach seinem Tod wurde er posthum in die Naismith Memorial Basketball Hall of Fame aufgenommen und war zu diesem Zeitpunkt der zwölfte Basketballschiedsrichter, dem diese Ehre widerfuhr. Mittlerweile (Stand: 2024) befinden sich 17 Schiedsrichter in der Ruhmeshalle. Zusätzlich wurde Earl Strom noch im Jahre 2008 in die International Jewish Sports Hall of Fame berufen. Noch zu Lebzeiten erfolgte die Aufnahme in die Pottstown Sports Hall of Fame (16. Mai 1984) und in die Pennsylvania Sports Hall of Fame (31. Oktober 1987).